# Samuel Hood, 1:e baronet

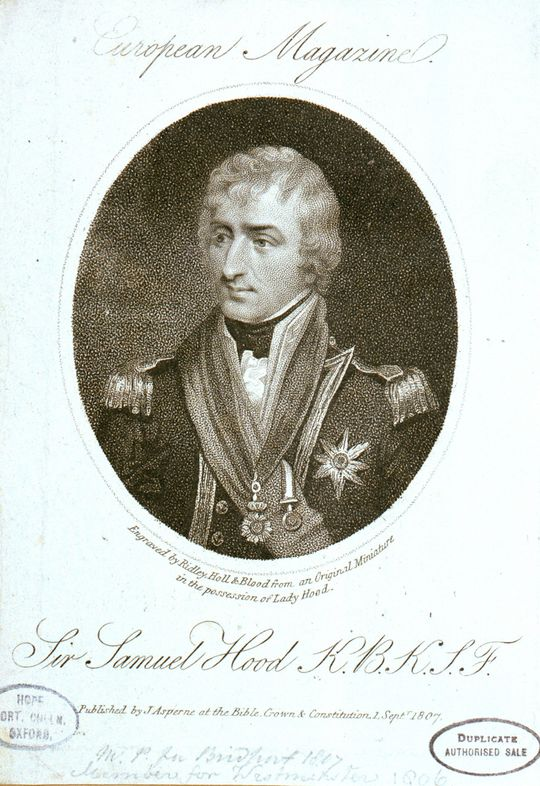
Sir Samuel Hood, 1:e baronet.

Samuel Hood, 1:e baronet, född 1762, död den 24 december 1814, var en engelsk sjömilitär, son till en kusin till Samuel Hood, 1:e viscount Hood.

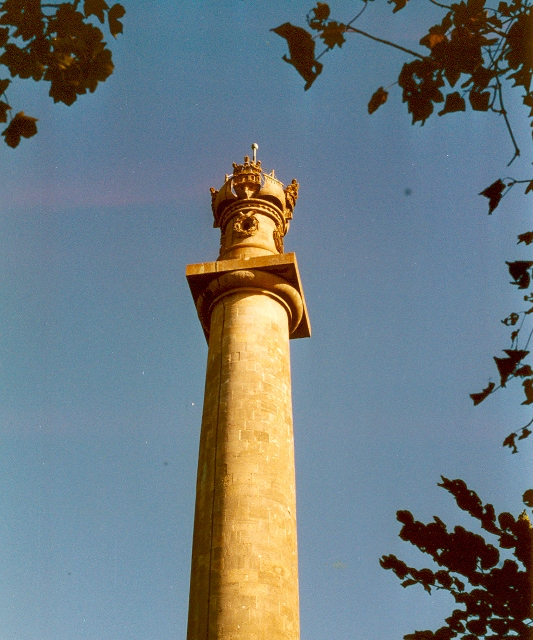
Admiral Hood Monument i Somerset.

Hood var 1808 som konteramiral under Saumarez å engelska flottan i Östersjön och tillintetgjorde därunder 28 augusti ryska linjeskeppet Sevolod utanför Baltischport, för vilken han blev riddare med stora korset av Svärdsorden. Han adlades 1809 och utnämndes till viceamiral 1811.